# Team Ub (2020)
Team Ub is een Servische 3×3-basketbalploeg die de stad Ub vertegenwoordigt op internationale wedstrijden.

## Geschiedenis
In 2020 vormen Marko Brankovic, Strahinja Stojacic, Ivan Popovic (Team Vrbas), Miroslav Pašajlić (Team Telep) en Youssef Badr (Team Al Sadd) samen Team Ub. De ploeg is voornamelijk een voortzetting van Team Vrbas. In hun eerste seizoen slaagt de ploeg er meteen in een 10e plaats te behalen in de stand en zich te kwalificeren voor de finale waarin ze zevende worden. Voor de ploeg van 2021 sloten Dejan Majstorovic en Marko Savić zich aan bij de ploeg, ze kwamen over van het opgedoekte Team Novi Sad. In het tweede seizoen wonnen ze meteen tweemaal een World Tour-wedstrijd in Debrecen en Montreal, ze eindigde tweede in de algemene stand. In de finale liep het echter mis en de ploeg werd zesde. 
In 2022 slaagde de ploeg erin de eerste vier wedstrijden van de World Tour te winnen, in Debrecen probeerde Ub voor een vijfde overwinning te gaan maar ze werden verslagen in de finale door Team Antwerp. Na de vier overwinningen kende de ploeg een dip maar wist wel eerste te blijven in de algemene stand. Op de finaleronde in Abu Dhabi wisten ze hun eerste eindzege te winnen. Het seizoen 2023 startte Ub met een overwinning in Utsunomiya tegen Team Antwerp. Team Ub ging daarna gewoon door en won zo de eerste zes World Tour-toernooien van het seizoen pas in de WT Lausanne eindigde ze niet als eerste met een vijfde plaats. Voor de rest van het seizoen wonnen ze geen toernooien meer maar bleven wel leider. In de finaleronde wonnen ze van Team Amsterdam.
In het seizoen 2024 wonnen ze de WT Chengdu, WT Debrecen, WT Amsterdam, WT Macau en WT Shenzhen. Ze begonnen als favoriet en eerst geplaatste aan het eindtoernooi in Hongkong waar ze uiteindelijk maar zesde werden.

## Spelers
- 2020: Youssef Badr, Marko Brankovic, Danilo Mijatović, Miroslav Pašajlić, Ivan Popovic, Strahinja Stojacic[1]
- 2021: Marko Brankovic, Dejan Majstorovic, Milos Milovanovic, Miroslav Pašajlić, Marko Savić, Strahinja Stojacic[2]
- 2022: Nemanja Barać, Marko Brankovic, Jianghe Chen, Dejan Majstorovic, Strahinja Stojacic[3]
- 2023: Nemanja Barać, Marko Brankovic, Vladimir Dordevic, YuXuan Liu, Dejan Majstorovic, Nenad Nerandžić, Strahinja Stojacic[4]
- 2024: Nemanja Barać, Marko Brankovic, Dejan Majstorovic, Nenad Nerandžić, Stefan Stojacic, Strahinja Stojacic[5]

## World Tour Resultaten
| Jaar | Punten | Positie | Finale | Overwinningen                                         |
| ---- | ------ | ------- | ------ | ----------------------------------------------------- |
| 2020 | 98     | 10e     | 7e     |                                                       |
| 2021 | 410    | Zilver  | 6e     | Debrecen, Montreal                                    |
| 2022 | 640    | Goud    | Goud   | Utsunomiya, Manila, Praag, Lausanne                   |
| 2023 | 1093   | Goud    | Goud   | Utsunomiya, Manila, Marseille, Macau, Edmonton, Praag |
| 2024 | 980    | Goud    | 6e     | Chengdu, Debrecen, Amsterdam, Macau, Shenzhen         |
| 2025 |        |         |        |                                                       |